# 成井豊
成井 豊（なるい ゆたか、1961年10月8日 - ）は、日本の演出家、劇作家。埼玉県出身。演劇集団キャラメルボックス代表。東京学芸大学教育学部附属高等学校、早稲田大学第一文学部卒業。作家のエージェント会社 株式会社アップルシード・エージェンシー契約作家。

## 略歴
早稲田大学時代に学生演劇サークルてあとろ50'に在籍。高校教師を経て、同窓で、学生時代に下記『不思議なクリスマスのつくりかた』の原案作品である『キャラメルばらーど』を見てその才能を見込んだ加藤昌史に口説き落とされ、1985年に演劇集団キャラメルボックスを結成。全公演の演出を手掛ける。作風はエンターテインメントでファンタジーが基調。現在は同劇団で脚本・演出を担当するかたわら、ENBUゼミナールで演劇の授業を行っている。
『耳をすませば』に、声優としてクレジットされている。

## 作品一覧

### テレビドラマ
- 子供ほしいね（1990年、フジテレビ）
- 二都物語（1991年、TBS）
- 誰かが扉を叩いている（1997年、NTV）
- 雨と夢のあとに（2005年、テレビ朝日）
- てるてるあした（2006年、テレビ朝日）

### ラジオドラマ
- あたしの嫌いな私の声（1992年、青春アドベンチャー、NHK-FM）
- 広くてすてきな宇宙じゃないか（1993年、FMシアター、NHK-FM）
- サンタクロースが歌ってくれた（1993年、青春アドベンチャー、NHK-FM）

### 小説
- あたしの嫌いな私の声 宙出版 1991年10月発行 ISBN 978-4-3911-1409-6
  - あたしの嫌いな私の声（復刊版）ポプラ社 2008年7月発行 ISBN 978-4-5911-0389-0
- 君の心臓の鼓動が聞こえる場所（2008年、ポプラ社）
- サンタクロースが歌ってくれた（宙出版）
- 天使の耳の物語（ポプラ社）

### 舞台

#### 演劇集団キャラメルボックス
- 『柿本サーガシリーズ』（1989年 - ）

- 『立川迅助シリーズ』（1996年 - ）

- 『スケッチブックボイジャー』（1988年 - ）
- 『不思議なクリスマスのつくりかた』（1988年 - ）
- 『サンタクロースが歌ってくれた』（1989年 - ）
- 『広くてすてきな宇宙じゃないか』（1990年 - ）
- 『ハックルベリーにさよならを』（1991年 - ）
- 『ナツヤスミ語辞典』（1991年 - ）
- 『ブリザード・ミュージック』（1991年 - ）
- 『カレッジ・オブ・ザ・ウィンド』（1992年 - ）
- 『また逢おうと竜馬は言った』（1992年 - ）
- 『嵐になるまで待って』（1993年 - ） - 自身の同名小説が原作
- 『俺たちは志士じゃない』（1994年 - ）
- 『ヒトミ』（1995年 -）
- 『さよならノーチラス号』（1996年 - ）
- 『ブラック・フラッグ・ブルース』（1997年 - ）
- 『TRUTH』（1999年 - ）
- 『ケンジ先生』（1996年 - ）
- 『君の心臓の鼓動が聞こえる場所』（2008年）
- 『エンジェル・イヤーズ・ストーリー』（2009年） - 自身の小説『天使の耳の物語』が原作
- 『水平線の歩き方』（2011年 -）
- 『ヒア・カムズ・ザ・サン』（2011年 -） - この作品をキッカケに有川浩が『ヒア・カムズ・ザ・サン』を執筆した[5]
- 『キャロリング』 - 有川浩と原案を共作[6]
- 『ずっと二人であるいてきた―もうひとつの雨のものがたり―』(2013年) - 原案は柳美里『雨と夢のあとに』だが成井豊がオリジナルで5年後を執筆した[7]。
- 『ティアーズライン』（2017年）
- 『リトル・ドラマー・ボーイ』（2018年）

以下の作品は脚本・演出・構成のみ
- 『賢治島探検記』（2002年 - ） - オムニバス形式で宮沢賢治の作品を上演する。再演毎に内容も入れ替わる。
- 『スキップ』（2004年/2017年） - 北村薫原作
- 『クロノス・ジョウンターの伝説』シリーズ（2005年 - ） - 梶尾真治原作
- 『雨と夢のあとに』(2006年/2013年) - 柳美里原作
- 『サボテンの花』（2007年） - 宮部みゆき原作
- 『トリツカレ男』(2007年/2012年/2021年) - いしいしんじ原作
- 『すべての風景の中にあなたがいます』（2009年） - 梶尾真治原作『未来のおもいで』
- 『光の帝国』（2009年/2017年） - 恩田陸原作『常野物語』収録「大きな引き出し」
- 『容疑者Xの献身』（2009年/2012年/2022年） - 東野圭吾原作
- 『夏への扉』（2011年/2018年） - ロバート・A・ハインライン原作
- 『飛ぶ教室』（2011年） - エーリッヒ・ケストナー原作
- 『流星ワゴン』（2011年） - 重松清原作
- 『無伴奏ソナタ』（2012年/2014年/2018年） - オースン・スコット・カード原作『無伴奏ソナタ』収録「無伴奏ソナタ」
- 『アルジャーノンに花束を』（2012年） - ダニエル・キイス原作
- 『隠し剣 鬼の爪』『盲目剣谺返し』（2013年） - 藤沢周平原作『隠し剣』シリーズ
- 『ナミヤ雑貨店の奇蹟』（2013年/2022年）[8] - 東野圭吾原作
- 『鍵泥棒のメソッド』（2014年/2017年）[9] - 内田けんじ原作
- 『時をかける少女』（2015年） - 筒井康隆原作
- 『ゴールデンスランバー』（2016年） - 伊坂幸太郎原作
- 『スロウハイツの神様』（2017年/2019年） - 辻村深月原作
- 『おおきく振りかぶって』（2018年 - ） - ひぐちアサ原作
- 『エンジェルボール』（2018年） - 飛騨俊吾原作
- 『仮面山荘殺人事件』（2019年）[10] - 東野圭吾原作
- 『かがみの孤城』（2020年/2022年） - 辻村深月原作
- 『成井豊と梅棒のマリアージュ』（2020年）
- 『ぼくのメジャースプーン』（2022年） - 辻村深月原作
- 『7本指のピアニスト～泥棒とのエピソード～』（2022年） - 西川悟平原作
- 『祈りの幕が下りる時』（2025年）[11] - 東野圭吾原作

#### 外部

##### 脚本
- 『ありがとうサボテン先生』（2002年、松竹ミュージカル）
- 『つばき、時跳び』（2010年、明治座八月公演）

##### 演出
- 『進め！ニホンゴ警備隊』（2004年、福澤一座）
- 『Dr.TV〜汐留テレビ緊急救命室〜』（2005年、福澤一座）

##### 脚本・演出
- 『湯を沸かすほどの熱い愛』（2024年、NAPPOS PRODUCE）

## 出演作品

### 映画
- 耳をすませば

### テレビ
- 宮崎美子のすずらん本屋堂

### 舞台
- 『地図屋と銀ライオン』（1986年、地図屋）
- 『左腕のガリバー』（1986年、チップス先生）
- 『百万年ピクニック』（1987年、博士）
- 『北風のうしろの国』（1987年、レンタロウ）
- 『子の刻キッド』（1987年、パパ）
- 『スケッチブック・ボイジャー』（1988年、館長）
- 『グッドナイト将軍』（1988年、オオシマ）
- 『銀河旋律』（1989年、館長）
- 『サンタクロースが歌ってくれた』（1989年、監督）